# Gedoogakkoord
Het gedoogakkoord was een verklaring en een reeks afspraken die twee Nederlandse politieke partijen, het CDA en de VVD, in september 2010 hadden gemaakt met de PVV, over politieke samenwerking buiten het regeerakkoord dat de eerste twee genoemde partijen hadden gesloten en dat tot het kabinet-Rutte I zou voeren. CDA en VVD waren de partijen die het kabinet gingen vormen en daarvoor de ministers en staatssecretarissen gingen leveren, maar deze partijen hadden samen niet voldoende zetels in de Tweede Kamer voor een meerderheid. Er  werd daarom een binding opgebouwd met Tweede Kamerlid Geert Wilders, die met zijn partij niet aan het kabinet zou deelnemen maar onder voorwaarden wel bereid was een aantal belangrijke beleidsvoornemens te ondersteunen. Het fenomeen gedoogakkoord was voor die tijd in Nederland niet bekend. De constructie werd overgenomen uit het Deense politieke systeem, waar sinds 2001 een minderheidsregering van de liberale en de  conservatieve partij was, met in het parlement ook ondersteuning van de Deense Volkspartij.

## Inhoud en functie
In het gedoogakkoord stond alles vermeld waar alle drie partijen het over eens waren. In het regeerakkoord stond alles waar de VVD en het CDA het over eens waren. Er was een afspraak tussen de coalitiepartijen en Wilders, dat de PVV geen oppositie zou voeren tegen de punten die deel uitmaakten van het regeerakkoord. In ruil daarvoor waren in het gedoogakkoord programmapunten van de PVV opgenomen waar de coalitiepartijen zich bereid toonden deze mee te nemen in het regeringsbeleid. Geert Wilders zou het minderheidskabinet dus dulden, of gedogen in het politieke taalgebruik, ook gedoogsteun genoemd.
Voor onderwerpen die niet in het gedoogakkoord waren opgenomen zou de regering per voorgenomen wetsvoorstel steun bij andere partijen zoeken. De PVV hoefde daar de mening en het beleid van de regering niet te gedogen en stemgedrag daaraan aan te passen, hier was ze in haar politiek niet gebonden.
Het gedoogakkoord zorgde ervoor dat het minderheidskabinet van CDA en VVD toch een meerderheid had op de meeste politieke onderwerpen en op deze wijze een meerderheid in het Nederlandse parlement kon verkrijgen om wetsontwerpen aangenomen te zien worden.
De meeste tekst uit het akkoord gaat over immigratie, onderdelen zouden zijn overgenomen uit het programma van de Deense Volkspartij. Een programmapunt van de PVV uit het gedoogakkoord dat is omgezet, is het verhogen van de maximumsnelheid naar 130 km/u.
Op 21 april 2012 gaf Geert Wilders te kennen per direct niet langer gedoogpartner te zijn van het kabinet-Rutte I, dat daarmee een echt minderheidskabinet was geworden. Het gedoogakkoord verloor hiermee zijn praktische waarde.

## Rechtsstatelijkheid
Noch een regeerakkoord, noch een gedoogakkoord heeft juridische rechtskracht, de wet kent geen sancties als iemand zich niet aan de voorwaarden of afspraken houdt. Ze zijn staatsrechtelijk zonder betekenis, sterker nog, staatsrechtelijk beschouwd kunnen en mogen Tweede en Eerste Kamerleden volgens hun eigen mening en visie stemmen, dat heet van oudsher stemmen zonder last of ruggespraak. Een gedoogakkoord kan daarom officieel niet door de ondertekenaars, een partijleider of fractievoorzitter, bij Kamerleden worden afgedwongen. Grondwettelijk heeft de democratie voorrang boven leiderschap binnen een partij. Ook leden van een partijfractie mogen verschillend stemmen want volksvertegenwoordigers vertegenwoordigen de burgers, niet een partij. In de praktijk zullen veel Kamerleden om verschillende redenen toch vaak meestemmen in de partijlijn, dit verschijnsel heet fractiediscipline.
Gedetailleerde regeer- en gedoogakkoorden verstarren de politiek te veel, wordt als kritiek naar voren gebracht.